# Бартеньево
Бартеньево — деревня в Можайском районе Московской области в составе Юрловского сельского поселения. Численность постоянного населения по Всероссийской переписи 2010 года — 22 человека. До 2006 года Бартеньево входило в состав Юрловского сельского округа.
Деревня расположена в южной части района, на левом берегу реки Протва, примерно в 20 км к юго-западу от Можайска, высота центра над уровнем моря 213 м. Ближайшие населённые пункты — Кобяковона востоке и Жизлово на юго-востоке.